# Estadio Francisc von Neumann
El Estadio Francisc von Neumann (en rumano:Stadionul Francisc von Neumann) es un estadio de fútbol ubicado en la ciudad de Arad, Distrito de Arad, Rumania. El estadio fue inaugurado en 1946 y posee una capacidad para 12 500 espectadores y en el disputa sus partidos como local el FC UTA Arad club de la Liga Profesional Rumana, Lleva el nombre del empresario textil rumano el aristócrata Francisc von Neumann, un barón que era dueño de varios negocios en Arad y patrocinó personalmente la construcción del antiguo estadio y la fundación del equipo.
En 2006 el municipio de Arad invirtió más de 700,000 euros en el estadio con el fin de obtener la licencia para que el club pudiera disputar los partidos de la Liga I, se reparó la estructura de las gradas, se instalaron butacas individuales, nuevos vestuarios, sala de pruebas antidopaje, sala de primeros auxilios, túnel para los equipos, sector VIP, un nuevo sistema de sonido, sector para medios de prensa electrónica, iluminación artificial nocturna de 1,400 lux y más.
En marzo de 2012, el alcalde de Arad, Gheorghe Falcă, anunció por televisión y radio la intención de construir un nuevo estadio con capacidad para 12,500 asientos, la compañía que ejecutará las obras es SC TEHNODOMUS SA Arad, la modernización del estadio no llevaría más de 3 años. Finalmente tras prolongadas demoras los trabajos del nuevo estadio comenzaron en 2015 y se prolongaran hasta finales de 2019. El valor total de la inversión asciende a unos 10 millones de euros.

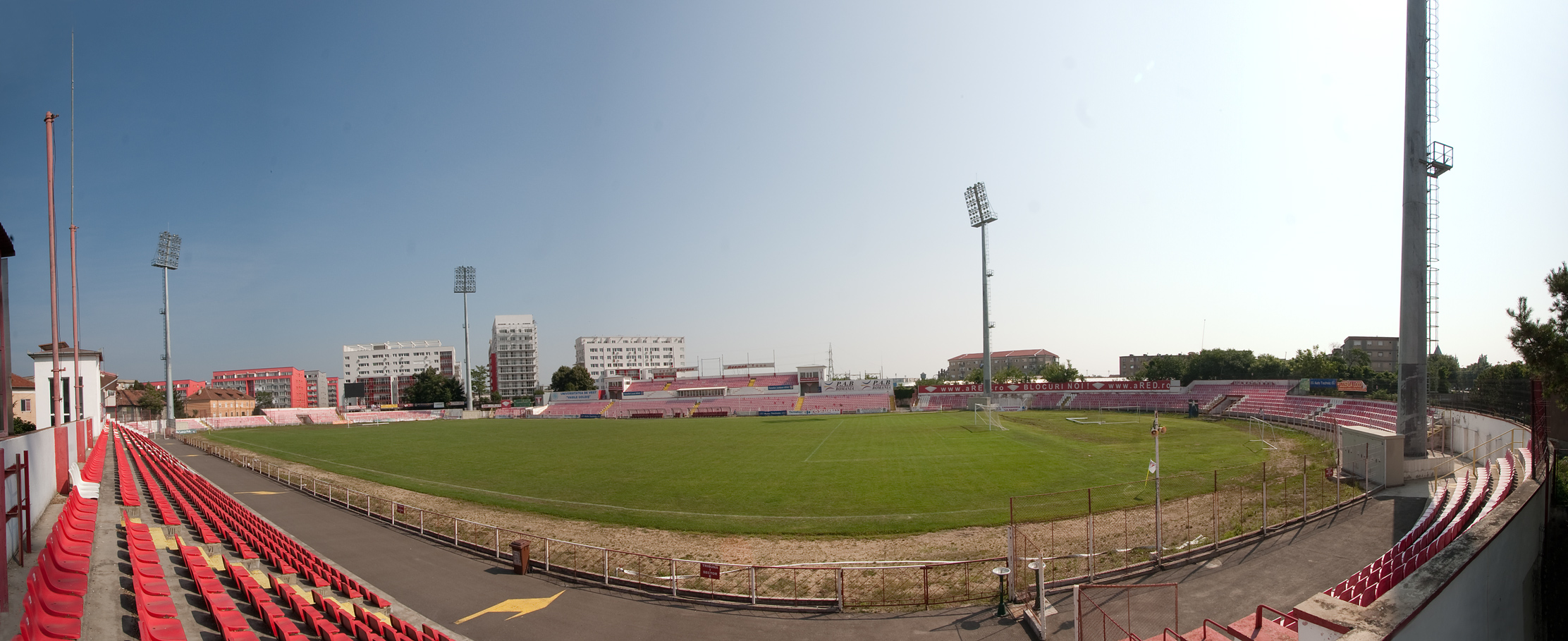
Panorámica del antiguo estadio.